# 회전 (전쟁)

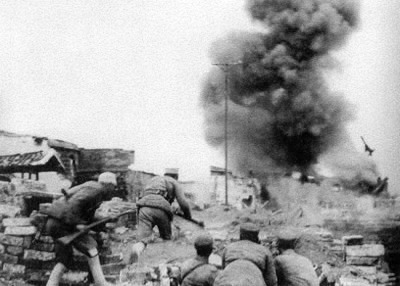
창더 회전 속 군인의 모습

회전(會戰, pitched battle)이란 전투에 임하는 양측이 특정 시기에 일정 장소에 모여서 벌이는 대규모 전투를 말한다. 기존에는 회전이 소규모 전투에서 멈췄다면 시간이 흐르며 점점 넓은 전역에서 이루어지는 양상을 띠고 있다. 그리고 현대에 이르러 회전의 양상을 띠는 전투는 더 이상 없다고 할 수 있다.
어느 한쪽은 전투가 시작되기 전 또는 직후에 전투를 중단할 수 있다. 회전은 우연한 만남이나 포위전이나 매복 작전처럼 한 쪽이 자신이 선택한 것이 아닌 때에 전투를 벌여야 하는 것이 아니다. 회전은 보통 상대방의 약점에 맞서 자신의 강점을 극대화하고 다양한 속임수, 감정 및 기타 전술을 사용하기 위해 신중하게 계획된다. 또한 자신의 병력에 유리한 지형을 이용한다.
예를 들어 기병대에 강한 병력은 계획된 전투를 위해 늪지, 숲, 산악 지대를 선택하지 않는다. 예를 들어, 카르타고의 한니발 장군은 아펜니노 산맥의 바위가 많은 지형이 아니라 로마군과 크게 맞서기 위해 카나에 마을 근처에 비교적 평평한 지대를 선택했다. 마찬가지로, 줄루 사령관 샤카는 숲이 우거진 지역이나 늪지를 피했고, 줄루 임피의 포위된 뿔이 효과를 발휘할 수 있는 초원(평지나 산악 경사지)을 굴리는 것을 선호했다. 회전은 군대가 새로운 기술과 전술을 구현함에 따라 역사를 통틀어 계속 진화했다.
아쿠타미 게게의 만화 '주술회전'의 회전은 廻戦으로 본 문서의 會戰과는 다르다.

## 회전의 역사

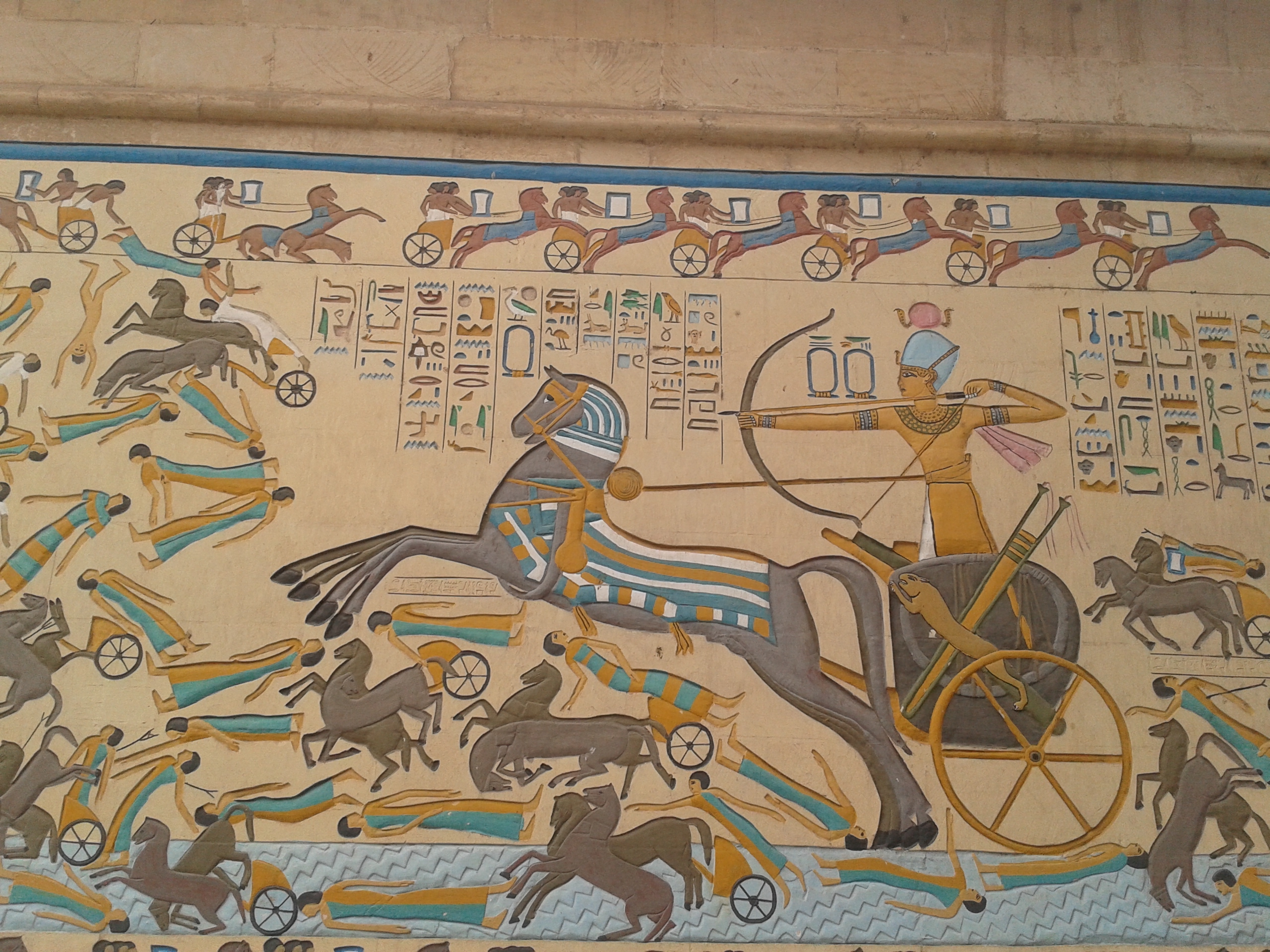
카데시 전투에서 이집트의 전차를 묘사한 부조

선사시대 동안, 회전은 조직적인 전투를 위한 주요한 방법으로 확립되었고 느슨한 형태로 기본적인 손과 미사일 무기의 구현에 중점을 두었다. 이것은 무기와 갑옷이 더 정교해지고 중보병의 효과가 증가하면서 고전 시대로 발전했다. 중세 동안 회전은 크기와 빈도가 감소했고 중기병과 새로운 대응 기병대의 구현을 목격했다. 근대 초기에는 기초적인 총기와 포병의 도입이 빠르게 변화하는 화약 전쟁 상태에 대응하기 위한 새로운 전술을 개발하는 것을 보았다. 근대 후기에는 전투 동안 소총 보병, 기병 및 포병의 표준화를 목격한 총기 기술이 향상되었다. 회전은 19세기 후반까지 감소했고 참호전을 확립하는 기술적인 발전 때문에 제1차 세계 대전까지 중단되었다. 전후 기간 동안 제2차 세계 대전 동안 대규모로 발생한 몇몇 예시의 회전이 있지만, 불규칙한 전쟁이 만연했기 때문에 사실상 회전은 더 이상 존재하지 않았다.

### 선사
집단적으로 조직된 분쟁이 초기 국가들의 영토 확장을 위한 주요 방법이 되면서 회전은 선사시대에 처음 기록되었다. 기원전 1만 년부터 기원전 3,000년까지 신석기 시대 동안 폭력은 집중된 대규모 사건이 아니라 내생적으로 경험되었다. 이후 선사시대인 기원전 3,000년 이후 전투는 점점 더 조직화되었고 청동 무기와 기초 무기의 구현으로 특징지어졌다. 예시로 카데시 전투가 있다.

### 고전

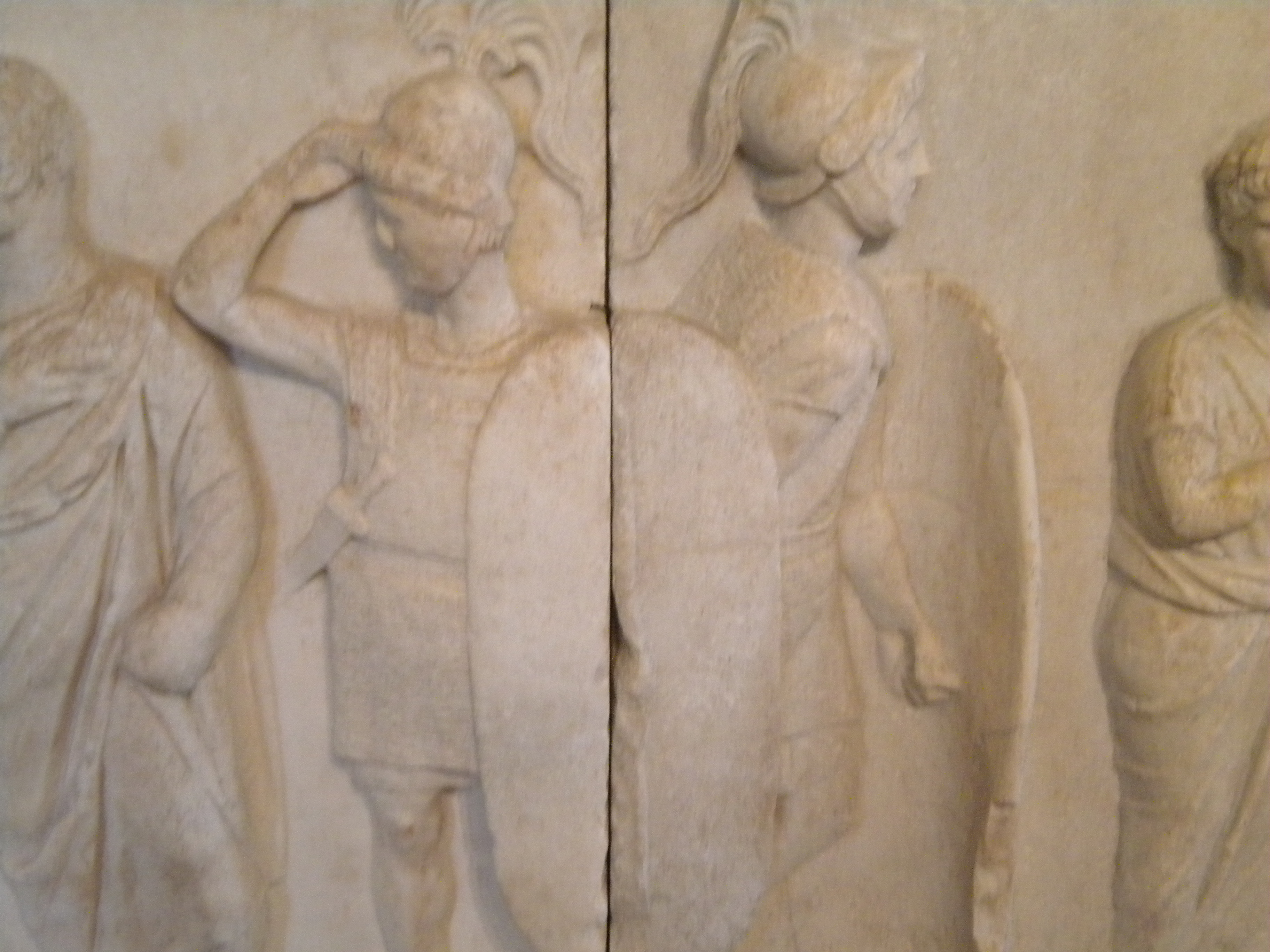
아헤노바르부스 부조에 그려진 기원전 2세기의 로마 중보병

무기 기술과 전장 전술이 복잡해짐에 따라 회전은 고전 시대로 계속 진화했다. 철기의 광범위한 도입은 갑옷과 더 큰 보병 블록 대형의 개선이 발사체의 효과를 덜 만들면서 근거리 보병 전투에 대한 강조를 증가시켰다. 고전 그리스인들은 팔랑크스라고 불리는 새롭고 매우 효과적인 창 보병의 형성을 시행했다. 기원전 550년까지 그리스인들은 한 줄의 창과 방패를 형성하는 호플리테스라고 불리는 각각의 군인들로 구성된 형성을 완벽하게 했다. 이 부대들은 적을 압박할 수 있는 촘촘한 포메이션의 적들을 상대로 회전에 참여했다. 한 쪽이 흔들릴 경우에만 그 형성이 깨지고 추격하는 쪽이 개별 무기에 참여할 수 있었다. 팔랑크스의 성공은 기원전 490년 마라톤에서 페르시아 사람들을 상대로, 그리고 기원전 479년 플라타이아에서 증명되었다. 필립 2세와 알렉산더 대왕의 지휘 아래에 있던 마케도니아 사람들은 이 형성을 더 깊이 발전시키고 사리사라고 불리는 더 긴 창을 휘두르게 했다. 마케도니아 팔랑크스는 페르시아 제국에 맞서 매우 성공적이었고 기원전 4세기와 3세기 동안 지중해 전쟁을 지배했다. 이 중보병 형성의 효과적인 특성은 중무장 보병 부대와 보조 부대로 구성된 대규모 전문 군대를 설립한 로마인들에 의해 더 발전되었다.

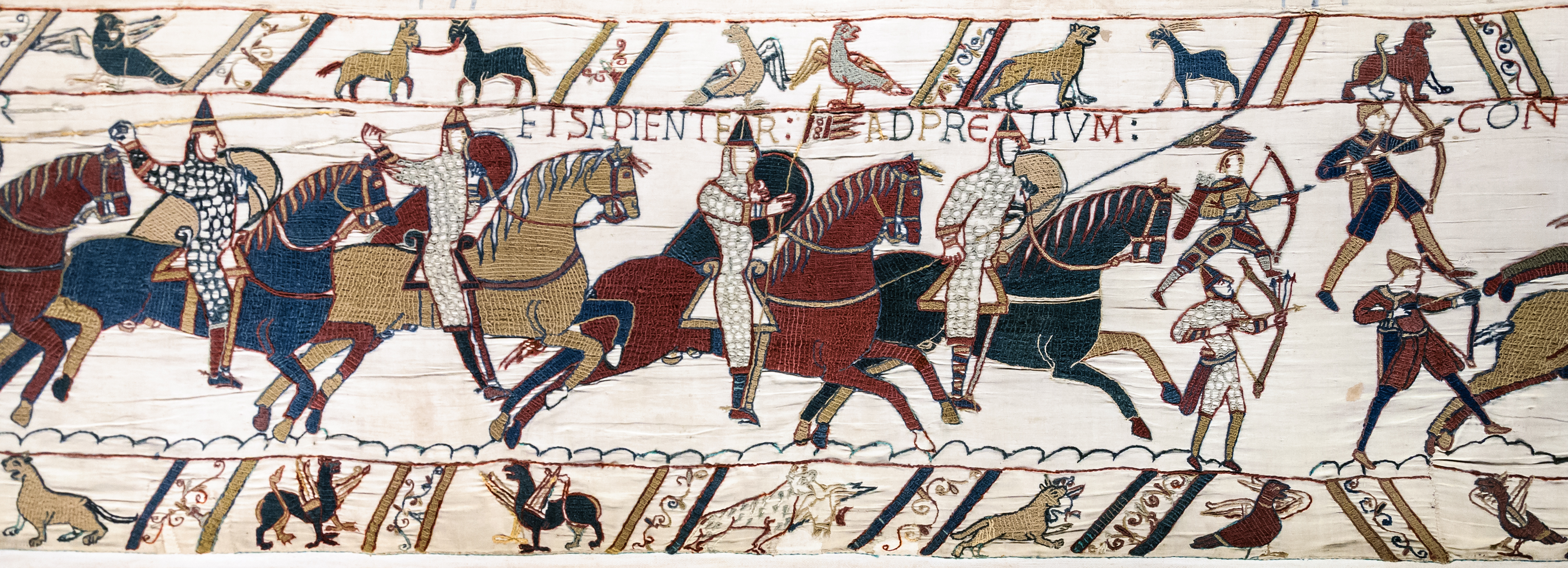
중기의 헤이스팅스 전투에서 노르만 기사들과 궁수들

### 중기
중세 시대의 회전은 국가들이 고전 시대만큼 큰 군대를 투입할 수 없었기 때문에 전체적인 규모와 빈도가 감소했다. 지도자가 사망할 가능성과 잠재적인 결정력은 또한 회전의 수를 감소시켰다. 전장 전략은 또한 성과 같은 요새에서 포위망과 수비대를 통한 통제를 선호하기 시작했다. 그러나 이 시기의 회전의 예는 무기와 갑옷의 발전과 전술과 배치에 대한 효과를 보여준다. 금속 가공의 기술적인 향상은 전투에서 우수한 보호를 제공하는 판형 갑옷의 도입을 증가시켰다. 종종 기사로 불리는 부유한 군인들은 무거운 판형 갑옷과 산을 결합했다. 이것들은 중세 시대 내내 압도적인 전장에서 싸우기 위해 파괴적으로 효과적인 돌격에 배치되거나 착지되었다. 결과적으로, 회전 중 보병 전술은 중세 시대 후반으로 갈수록 파이크와 홀버즈와 같은 장대의 사용을 강조하기 위해 진화했다. 게다가, 이 시기의 회전은 헤이스팅스 전투에서 입증된 바와 같이 활에 대한 강력한 대안을 제공하고 대부분의 형태의 갑옷에 효과적인 석궁을 널리 도입하는 것을 목격했다.

### 근대 초기

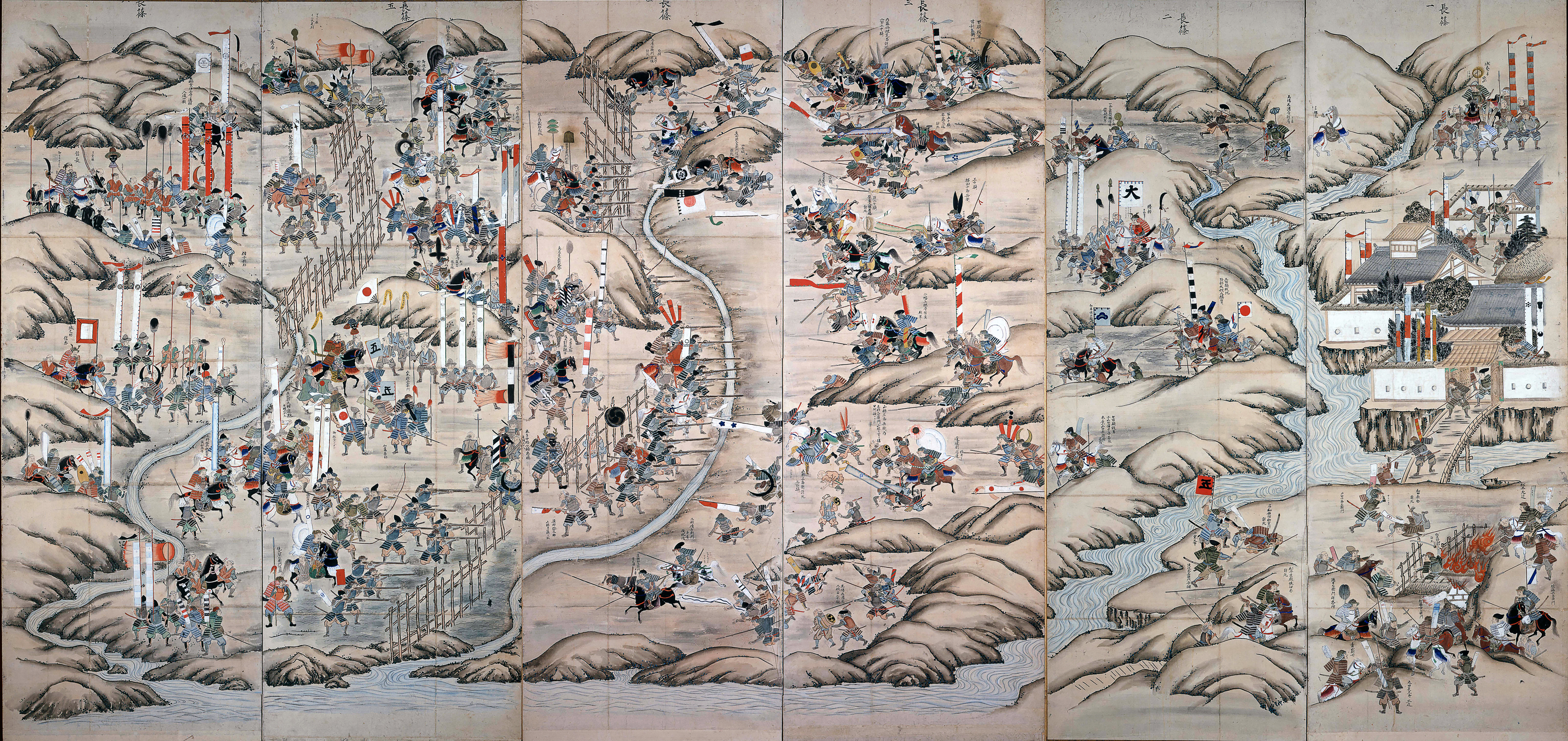
근대 초기 전투인 나가시노 전투 속 회전의 모습

근대 초기에 초기 화기와 포병의 도입으로 전술과 배치 전략이 빠르게 발전하면서 회전은 크게 발전했다. 이 시기에 각 주가 성장하고 향상된 물류를 사용하여 더 큰 상비군을 휘두를 수 있게 되면서 회전의 규모가 전반적으로 증가했다. 순차적으로 발사될 때의 파괴적인 효과 때문에 16세기에 유럽에 화기가 도입되었고 혁신적인 회전이 이루어졌다. 그럼에도 불구하고 초기 화기는 부정확하고 발사 속도가 느려서 적에게 발사체 덩어리를 발사하는 더 작은 이동식 보병에 가장 효과적으로 배치되었다. 이러한 무기는 신뢰할 수 없기 때문에 특히 적 기병과 마주할 때 다른 보병 그룹의 지원을 받았다. 16세기 이탈리아에서는 파이크와 슈팅 보병이 기동성 있는 기병을 보호하기 위해 머스킷총과 파이크 무장 군인의 대열을 엮었다. 또한 이 시기에 포병은 기본적인 돌 던지기에서 기동성과 더 효과적인 포위전이 가능한 탄창 대포로 진화했다.

### 근대 후기
근대 후기에는 라이플링과 같은 기술적인 발전으로 무기의 신뢰성과 정확성이 향상되면서 화기와 포병이 회전에서 압도적으로 우세했다. 18세기에는 사거리와 정확성, 카트리지 탄약과 잡지의 향상을 위한 라이플링이 도입되면서 화기의 효능이 급격히 증가했다. 그 결과 이 시기 대부분의 군대는 화기 보병을 엄격하게 배치했다. 이에 대한 주목할 만한 예외는 식민지 아프리카에서, 1879년 줄루 제국과 영국 사이의 이산들와나 전투처럼 토착 군대가 여전히 어느 정도 성공을 거두기 위해 쿼터 전투에 근접한 전투를 사용하는 경우였다. 또한 라이플링과 정교한 재장전 메커니즘을 통해 포병의 기동성과 정확성이 향상되었으며, 19세기 내내 보병과 함께 매우 효과적으로 사용되었다. 또한 이 시기에는 보병 포대와 포병 진지를 괴롭히는 데 사용되었기 때문에 기병이 계속해서 회전에 효과적인 힘이 될 것이다. 이러한 전술은 19세기 말까지 기술의 발전으로 인해 회전의 효율성이 떨어질 때까지 전쟁에서 유지되었다.

### 세계대전

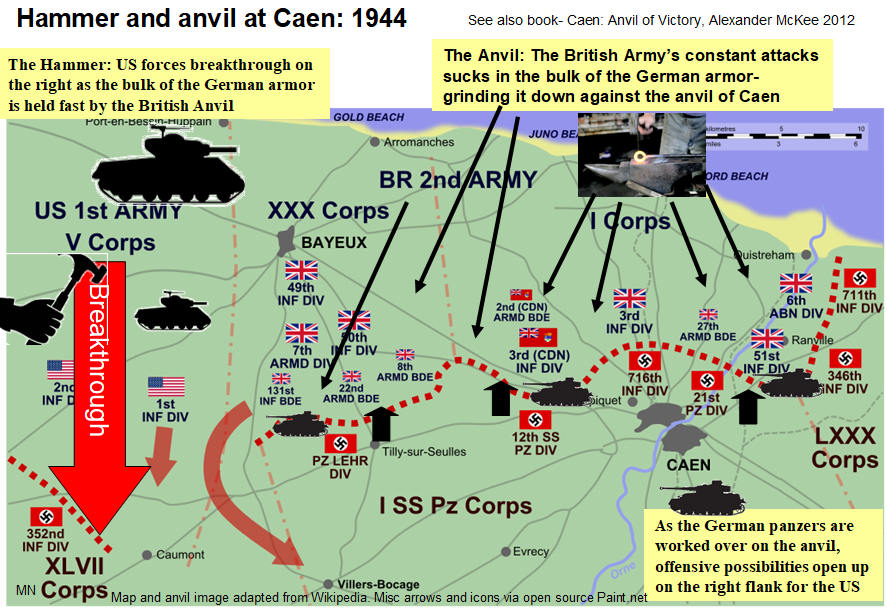
세계대전 속 회전(캉 전투)

군대의 규모가 점점 커지고 무기 기술이 발전함에 따라 19세기 후반과 20세기 세계대전으로 갈수록 전투 빈도가 줄어들었다. 대규모 군대는 전투를 한 번의 사건으로 해결할 수 없음을 의미했고, 제1차 세계대전이 기관총, 첨단 포병, 철조망을 도입함에 따라 보병을 이동 가능한 큰 블록에 배치하는 것이 쉽게 움직이지 않고 파괴할 수 있어 비효율적이었다. 철조망만으로도 기병을 쉽게 이동할 수 있고 쉽게 목표물로 만들 수 있기 때문에 배치가 중단되었다. 전술의 발전은 참호에 요새화된 진지를 강조하고 전술과 기동성보다는 소모와 공급에 따라 결정되는 수개월의 전투를 초래했다. 제1차 세계대전 후기에 기계화된 갑옷과 항공기가 도입됨에 따라 참호를 기동하고 포위할 수 있어 참호전의 효율성이 떨어졌다는 것을 의미했다. 이것은 제2차 세계대전 초기 프랑스에서 독일의 블리츠크리그 기간 동안 명확하게 드러났다. 제2차 세계대전의 전술은 적의 진지를 기동하고 포위하기 위해 갑옷, 항공기, 포병과 함께 일하는 기동성 있는 보병 그룹에 초점을 맞추는 것으로 발전했다. 이는 일반적으로 국지적인 회전보다는 넓은 전장을 따라 많은 소규모 교전을 초래했다. 그러나 전쟁 중에는 더 큰 규모로 회전 전술을 사용하는 중요한 전투가 몇 번 있었다.

### 전후(戰後)
전후 기간 동안, 위장전술, 게릴라전, 전략폭격에 대한 강조가 늘어남에 따라, 전투들은 구식이 되었고, 이 모든 것들은 조직된 부대의 대규모 배치를 막았다. 전투들은 전선을 따라 일어난 많은 소규모 교전들이나 적개심 지역에서의 산발적인 전투들에 점점 더 의존하게 되었고, 더 이상 어떤 형태의 전투와도 유사하지 않게 되었다.

## 전쟁론 속 회전

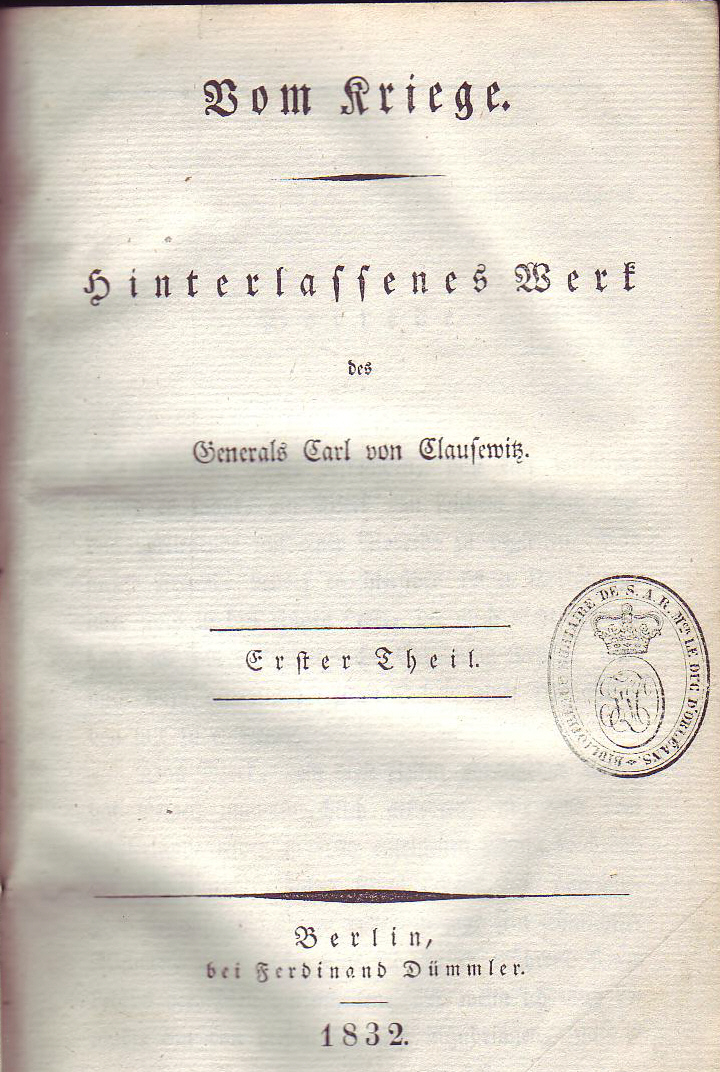
전쟁론 초판

### 주력회전
주력회전은 목적을 달성하기 곤란하다는 사실을 간파하는 순간 조기에 포기하고 마는 단순한 시도가 아니라, 진정한 승리를 위해 모든 노력을 경주하는 싸움이다. 이러한 주력회전의 특징은 승패 결정 방식, 획득된 승리의 효과, 회전의 사용으로 나눌 수 있다. 각각의 특징과 내용은 아래 표를 통해 정리했다.
| 특징               | 내용                                                                                                |
| ------------------ | --------------------------------------------------------------------------------------------------- |
| 승패 결정 방식     | - 조직력의 파괴 - 핵심 부분의 점령 여부                                                             |
| 획득된 승리의 효과 | - 야전사령관들과 군에 미치는 효과 - 교전 국가들에 미치는 효과 - 전쟁의 차후 진행 과정에 미치는 효과 |
| 회전의 사용        | - 공자의 경우 - 방자의 경우                                                                         |

#### 승패 결정 방식
조직력의 파괴가 일어날 경우 용맹스러운 군의 정교한 조직과 연계가 이루어질 수 없고 이는 승리를 획득하는 데 필요한 기본 조건이 성립하지 않으므로 패배를 할 수 밖에 없다. 또한 핵심 진지가 상실되면 전체 진지는 더 이상 방어할 수 없기 때문에 핵심 부분이 점령당할 시 패배할 수 밖에 없다. 승리의 조건 역시 각 현상의 반대일 경우이다.
전체전투인 위의 내용은 모든 부분전투의 결과를 합산한 것으로 이는 세 가지 징후에 의해 확인된다.
1. 개별 전투의 결과들은 지휘관 의식 속에 내재된 순수한 정신적 힘에 의해 확인된다.
2. 개별 전투의 결과들은 아군 부대의 급속한 붕괴 현상에 의해 확인된다.
3. 개별 전투의 결과들은 상실된 지역에 의해 확인된다.

추가적으로 주력회전의 승리의 강도는 다음 네 가지 요인에 의존한다.
1. 회전을 수행하는 전술적 형태
2. 지형의 성격
3. 병과의 구성 비율
4. 상대적 전투력 비율

#### 획득된 승리의 효과
대규모 전투의 결과가 지닌 심리적 효과는 승자보다 패자에게 더욱 크게 작용하고, 이 심리적 효과는 물질적 전투력의 손실을 더욱 유발하고 그것은 다시 정신적 전투력의 손실에 영향을 준다. 그리고 이 효과는 대규모 전투에서 잘 나타나므로 주력회전에서 자주 보이는 현상이다. 패배한 군은 지역의 손실과 후퇴 행군 등으로 인해 패배감을 느끼게 되고 이는 적이 아군보다 우위에 있다는 의미이다.

#### 회전의 사용
주력회전은 공자의 경우에는 자발적으로, 방자의 경우에는 강요에 의해 유발된다. 그래서 대부분의 경우 주력회전은 공자의 수단이지만 공격과 방어의 개념을 상세하게 규정하지 않고 논급한다면 방자의 입장에서도 주력회전은 상황을 파악하고 문제를 해결하기 위해 언제든지 사용할 수 있는 효과적인 수단이다.

### 방어회전
결정적 승리를 쟁취하는 것이 목표일 경우 공세적 요소는 결코 완전히 배제될 수 없다. 다만 모든 방어회전에 귀속되어 있는 공세적 요소가 완전한 승리와 밀접한 관계를 맺고 있다면 전략적 배합 측면에서 공격회전과 방어회전 사이에는 근본적인 차이가 없어야 할 것이다. 하지만 그렇지 않다. 공자와 방자의 전투력은 교전 지점에서 서로 소모되지만 방자는 적은 전투력으로 공자의 많은 전투력을 파괴한다. 그럼에도 방자는 전투력에서는 물론 전체적인 상황에서 공자보다 불리하기 때문에 방어회전에서 방자는 단지 적을 막을 뿐 격멸하지 않는다고 단정한다면 이것은 치명적인 오류의 하나이며 본질과 형식을 혼동하는 것으로 간주된다.

### 공격회전
공격회전은 일반적으로 연락선의 유리한 여건과 정신적, 물질적 우위에서 비롯된 결과이다. 이러한 현상은 방어회전에 관한 논의에서부터 이어진다. 공자는 포위의 이점을 사용해 방자로 하여금 압박과 위협을 받는 상황에 처하도록 해야한다. 따라서 공격회전에서 공자는 포위선이나 배면 전선을 이용해야 한다.

## 같이 보기
- 전쟁
- 전략
- 전투
- 전쟁론
- 클라우제비츠
- 조우전
- 공성전
- 매복

## 참고문헌
- Oxford English Dictionary, Second edition 1989. battle, n. 1.b "With various qualifying attributes: ... pitched battle, a battle which has been planned, and of which the ground has been chosen beforehand, by both sides ..."
- Adrian Goldsworthy, 2019. 《Cannae: Hannibal's Greatest Victory》
- Donald Morris 1965. 《The Washing of the Spears》
- Fibiger, L; Lidke, G; Roymans, N (2018). 《Conflict Archaeology: Materialities of Collective Violence from Prehistory to Late Antiquity.》 London: Routledge.
- Bryce, T (2019). 《Warriors of Anatolia: A concise History of the Hittites》 I.B. Tauris.
- Bradbury, Jim (2004). 《Routledge Companion to Medieval Warfare.》
- France, Jonn (2006). 《Medieval warfare, 1000-1300》 L. Ashgate.
- Agoston, Gabor (2014). "Firearms and Military Adaptation: The Ottomans and the European Military Revolution, 1450-1800". 《journal of World History》.
- Gonzales, Fernando (2004). 《Early modern military history, 1450-1815》. Palgrave Macmillan.
- Whitman, James Q (2012). 《The verdict of battle: the law of victory and the making of modern war》. Harvard University Press.
- Hall, Richard C: (2010). 《Consumed by war: European conflict in the 20th century》
- 클라우제비츠, 카를 폰. 《전쟁론》. 책세상.
- 김만수 (2016). 《전쟁론 강의》. 갈무리.
- 방기철 (2014). 《한국역사 속의 전쟁》. 새문사.